# Акте, Эмми
Эмми Шарлотта Акте (урожденная — Стрёмер) (1850‒1924) — финская оперная певица (меццо-сопрано), музыкальный педагог. Одна из основоположников финского оперного искусства.

## Биография
Пению обучалась в Гельсингфорсе у Эмили Мехелин, затем в Париже у Жан-Жака Массе, с 1869 по 1873 год в Стокгольме под руководством Вильгельма Стенхаммара, Дрездене у Дж. Б. Ламперти и Э. Хильдах.
С 1873 по 1879 года была ведущей певицей Финской национальной оперы в Гельсингфорсе. Амплуа — драматические роли. Затем основала собственную оперную труппу.

## Оперные партии
- Валентина (Гугеноты Мейербер), Джакомо
- Лючия («Лючия ди Ламмермур» Доницетти),
- Леонора («Трубадур» Верди),
- Норма («Норма» Беллини),
- Памина («Волшебная флейта» Моцарта),
- Маргарита («Фауст» Гуно) и др.

Выступала с концертами в Финляндии, Швеции, Норвегии и Германии, в 1878 году пела в Гётеборгской опере в качестве приглашенной примадонны.
В 1891—1922 гг. руководила собственной оперной труппой.
Преподавала вокал более сорока лет. Создала оперный класс и в 1912—1923 гг. преподавала в Музыкальном институте в Хельсинки (ныне Академия имени Сибелиуса). С 1910 года она также преподавала драму и пение в Шведском театре Хельсинки, с 1912 года руководила несколькими операми.
Жена Лоренца Акте, композитора, певца, дирижёра, педагога и музыкально-общественного деятеля. Их дочь певица Айно Акте (1876—1944).